# 奥胡斯大学医院
奥胡斯大学医院 (英語：Aarhus University Hospital)是一座位于丹麦奥胡斯的公立医院。

## 历史
2011年4月1日由两所大学医院合并而成。截至2010年有10,000名员工，每年接待3,000名患者。